# Nestor (Anisimow)
Nestor, imię świeckie Nikołaj Aleksandrowicz Anisimow (ur. 28 października?/9 listopada 1884 w Wiatce, zm. 4 listopada 1962 w Moskwie) – rosyjski biskup prawosławny. 

## Życiorys
Był synem urzędnika wojskowego w randze radcy stanu i córki prawosławnego protoprezbitera. Ukończył szkołę realną w Kazaniu, w tym samym mieście rozpoczął życie monastyczne w monasterze Przemienienia Pańskiego, składając 17 kwietnia 1907 wieczyste śluby mnisze. 6 maja tego samego roku został wyświęcony na hierodiakona, zaś 9 maja – na hieromnicha. 
W latach 1907–1914 służył jako misjonarz na Kamczatce. Nauczył się języków koriackiego i tunguskiego, po czym przełożył na nie teksty Świętej Liturgii i Ewangelii. Nawrócił na prawosławie kilka tysięcy osób spośród rdzennej ludności. W 1910 zdołał uzyskać poparcie cara Mikołaja II, carowej Aleksandry Fiodorowny i carowej-matki Marii Fiodorowny dla idei utworzenia Dobroczynnego Bractwa na rzecz Kamczatki, które w tym samym roku rozpoczęło swoją działalność. Dzięki funduszom zebranym przez Bractwo (przede wszystkim datkom rodziny panującej) możliwa była budowa licznych cerkwi, szpitali, przytułków i szkół na terenie Kamczatki. W 1913 otrzymał godność ihumena, zaś dwa lata później – archimandryty. W 1914 jako ochotnik wyjechał na front I wojny światowej w celu organizacji oddziału sanitarnego. W 1915, po powrocie na Kamczatkę, został wyświęcony na biskupa kamczackiego i pietropawłowskiego. Działał w Związku Narodu Rosyjskiego. 
Brał udział w Soborze Lokalnym Rosyjskiego Kościoła Prawosławnego w latach 1917–1918. W czasie jego trwania wydał broszurę pt. Rasstrieł Moskowskogo Kriemla, w której opisał ostrzelanie soborów Kremla moskiewskiego w czasie walk w Moskwie pomiędzy zwolennikami i przeciwnikami rewolucji październikowej. Jak sam podkreślał, jego publikacja miała na celu wzbudzenie wśród Rosjan nienawiści do bolszewików. Następnie współpracował z adm. Aleksandrem Kołczakiem. W 1919 wrócił na Kamczatkę, a po ostatecznym zwycięstwie Czerwonych w rosyjskiej wojnie domowej emigrował do Chin. Osiadł w Harbinie. W 1933 został (w ramach Rosyjskiego Kościoła Prawosławnego poza granicami Rosji) podniesiony do godności arcybiskupiej. Wielokrotnie podróżował po Europie, by spotykać się z hierarchami Rosyjskiego Kościoła Prawosławnego poza granicami Rosji i innymi przywódcami religijnym. W latach 1938–1939 działał jako misjonarz w Indiach i na Sri Lance. W 1945 witał wkraczającą do Harbinu Armię Czerwoną. Rok później patriarcha moskiewski i całej Rusi Aleksy I nadał mu godność metropolity i mianował zwierzchnikiem eparchii harbińskiej, egzarchą Azji Południowo-Wschodniej. 
Wrócił do ZSRR i w 1948 został aresztowany. Osiem lat więziony w łagrze w Mordowii, odzyskał wolność w 1956 i w tym samym roku został metropolitą nowosybirskim i barnaułskim. Dwa lata później przeniesiony na katedrę kirowohradzką. Zmarł w 1962 i został pochowany w rezydencji patriarszej w Pieriediełkinie.